# Travassós (Fafe)

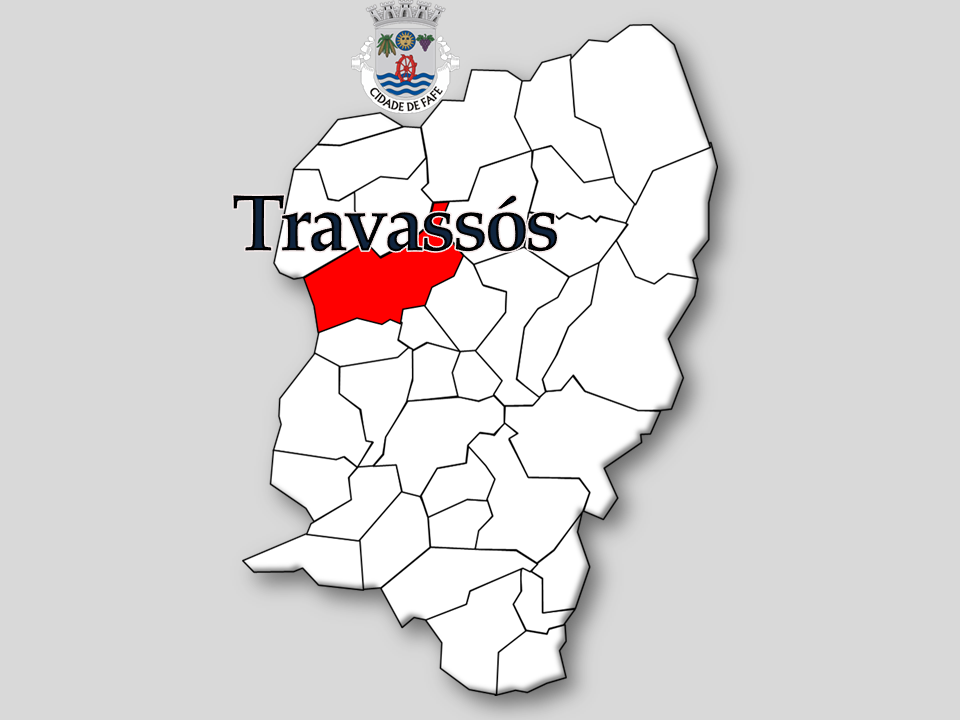
Localização da Freguesia de Travassós no Município de Fafe

Travassós é uma povoação portuguesa sede da Freguesia de Travassós do Município de Fafe, freguesia com 8,14 km² de área e 1444 habitantes (censo de 2021), tendo, por isso, uma densidade populacional de 177,4 hab./km².

## História
A freguesia de Travassós tem como antecedentes: Travaçós, Travaaços, Travaçoos, Travacolos, Travaazolos e Travazoos.
É terra mui antiga e muito anterior à fundação da Nacionalidade, aliás se cita para esta freguesia, como penhor da sua antiguidade, um documento do século X (em 950-951), o «Mandamento de Travazolos» dado por Ramiro II ao mosteiro de Guimarães em 1014. Em 1258, o orago da freguesia era Santo André: « Inquisito Judicatus de Travazoos et parrochiamorum ecllesil Santi Andree », no ano depois, em 1290, a freguesia tem já outro santo padroeiro, o que chegou até aos nossos dias, Santo Tomé Apóstolo: «freguesia de Sam Thome de Travaaços ». Curiosamente, nos século XIV e século XVI a documentação volta a citar Santo André. « Parecer haver certa hesitação quanto ao orago », Segundo Avelino de Jesus da Costa Pinho Leal, a freguesia Travaços é mais antiga que a monarquia portuguesa e foi solar dos verdadeiros Travaços ou Travassós de Portugal:
Travaços, é uma povoação mais antiga do que a monarchia portuguesa, e foi solar dos verdadeiros Travaços (ou Travassos) de Portugal,que é era nobre appelido d'este reino, tomado d'esta aldeia, da qual foram senhores.
O primeiro que consta ter-se assignado com este appelido, foi D. Pedro de Travaços, que viveu durante o reinado de D. Sancho I e de D. Afonso II (1185 a 1223) e teve descendência.
Os legítimos Travaços, trazem por armas — em campo de púrpura, 5 flores de trêvo, d'ouro em aspa — elmo d'aço aberto, e por
timbre, dois troncos de púrpura em aspa, com uma flôr de trêvo em cada extremidade superior dos troncos.

As armas podem ser visionadas no Mosteiro de Santa Maria da Batalha e no túmulo de Diogo Gonçalves de Travassos, sepultado no convento de Alcobaça com a letra "D" inscrita na tampa sepulcral. Existe a referência ao túmulo de Manuel Travassos Cardoso, com abreviatura "Trev.os", Capitão Maior da Cidade da Guarda e seu Governador, onde se pode ler em abreviação "S(epultur)a de M(anu)el / Trev(ass)os Ca/rdozo ca/pitam ma/ior desta / cidade e g(overnad)or della / e sua comarca a /qual co/mprou per/a si e seu/s herd(ei)ros / e falece/o a 7 de A/gosto d/o anno d/e 1710". Consta também esta família das famílias nobres de Tentúgal - Montemor-o-Velho, Penela e Benavente, segundo o autor Carvalho da Costa em 1708, bem como foral antigo do lugar de Travassos em Loureiro - Penaguião - Peso da Régua, dado a João Pires de Mancelos em 1205 e 1256 por D. Afonso III.
|}
É uma freguesia com vestígios de vivência de pré-histórica, como provam uma grande construção megalítica no monte de Santa Marinha e duas mamoas, semi-destruídas, em Poços Salgueiros.
Travassós foi também sede de um julgamento medieval, visível pelo menos em 1258, e que incluía as paróquias de Paços, Travassós, Gontim, Felgueiras e Aboim. Foi depois incorporado no concelho (atual município) de Fafe, tendo as paróquias do julgamento de Travaços ido todas para este município.
Em 1726, a igreja de Santo Tomé de Travassós era reitoria de Mitra e comenda da Ordem de Cristo. Infelizmente a igreja paroquial foi destruída por um incêndio em Julho de 1973, sendo reconstruída no ano seguinte. Não apresenta, por isso, grande valor arquitectónico embora haveria, uma igreja românica no lugar da actual. Tal como o próprio edifício, também as imagens sagradas são modernas. O destaque vai para vitrais modernos e com desenhos futuristas.
Graesbeeck releva a existência, no primeiro quartel do século XVI, da quinta de Lestido, de Bento da Costa Peixoto e da quinta do Vilar, de António Montenegro falecido em Lisboa, no ano 1874, que deixou em testamento diversas verbas, para o Hospital de Fafe, para construção de um asilo para meninos pobres, para a Câmara e mandar construir uma escola masculina na freguesia Travassós. Tudo cumprido fica um dos mais nobres exemplos de solidariedade de um natural de Fafe emigrado no Brasil.

## Demografia
| Fogos | População |
| 212   | 718       |

A população registada nos censos foi:
| Distribuição da População por Grupos Etários | Distribuição da População por Grupos Etários | Distribuição da População por Grupos Etários | Distribuição da População por Grupos Etários | Distribuição da População por Grupos Etários |
| -------------------------------------------- | -------------------------------------------- | -------------------------------------------- | -------------------------------------------- | -------------------------------------------- |
| Ano                                          | 0-14 Anos                                    | 15-24 Anos                                   | 25-64 Anos                                   | > 65 Anos                                    |
| 2001                                         | 324                                          | 295                                          | 766                                          | 236                                          |
| 2011                                         | 243                                          | 191                                          | 801                                          | 304                                          |
| 2021                                         | 153                                          | 159                                          | 763                                          | 369                                          |

## Artesanato (Entrançados de Palha de Fafe)

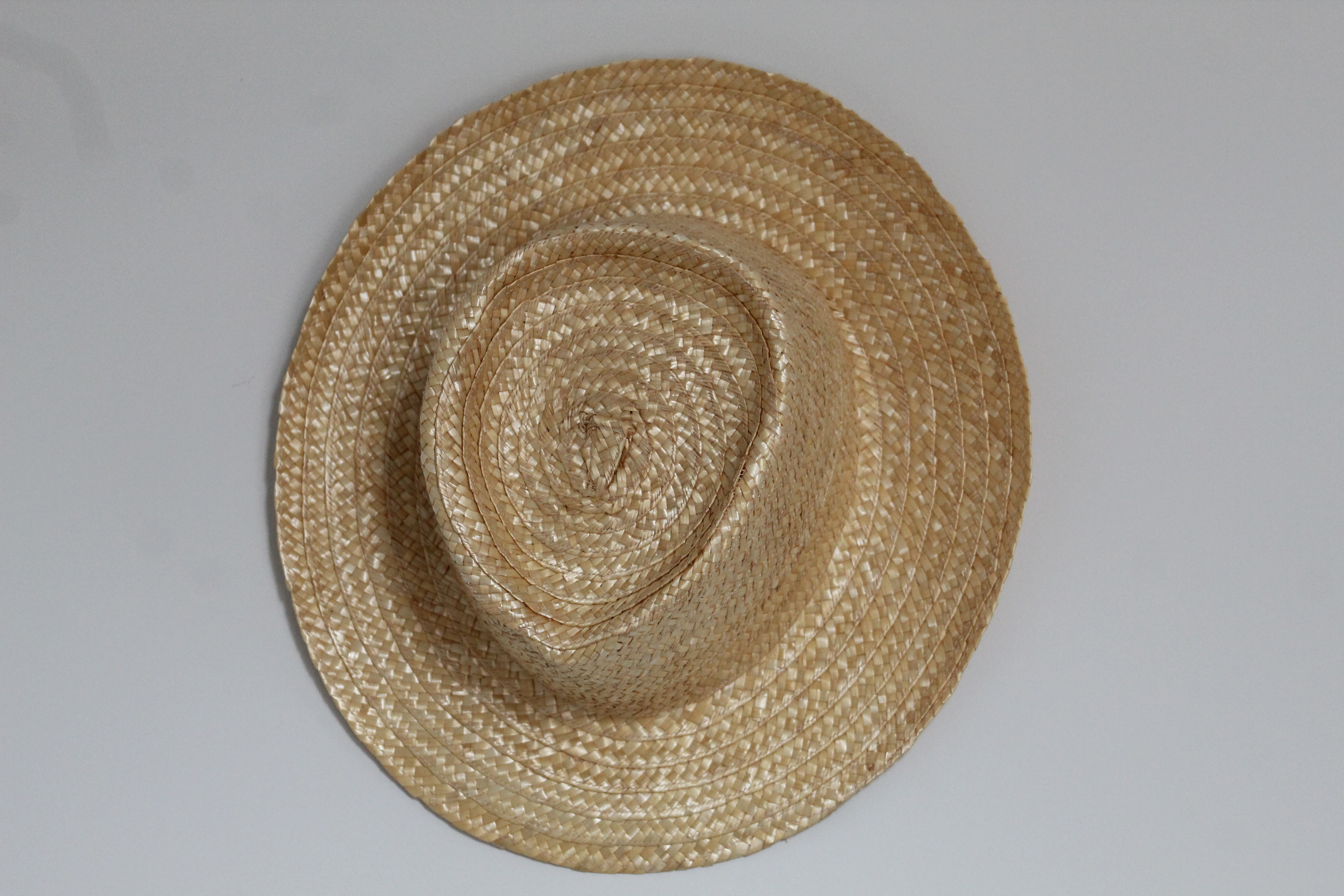
Chapéu modelo masculino - Artefacto em Palha de centeio

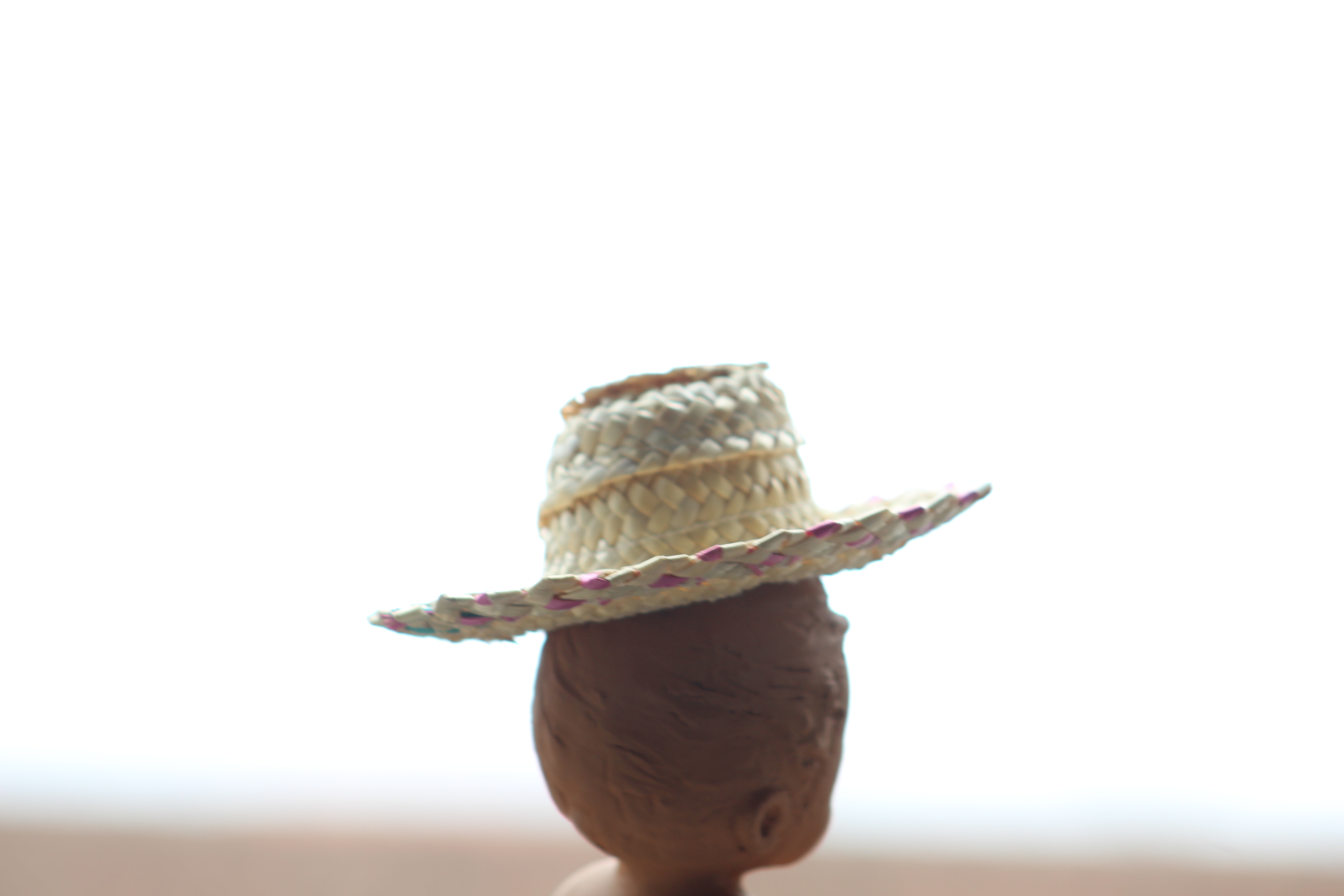
Miniatura - Artesanato em Palha de Centeio

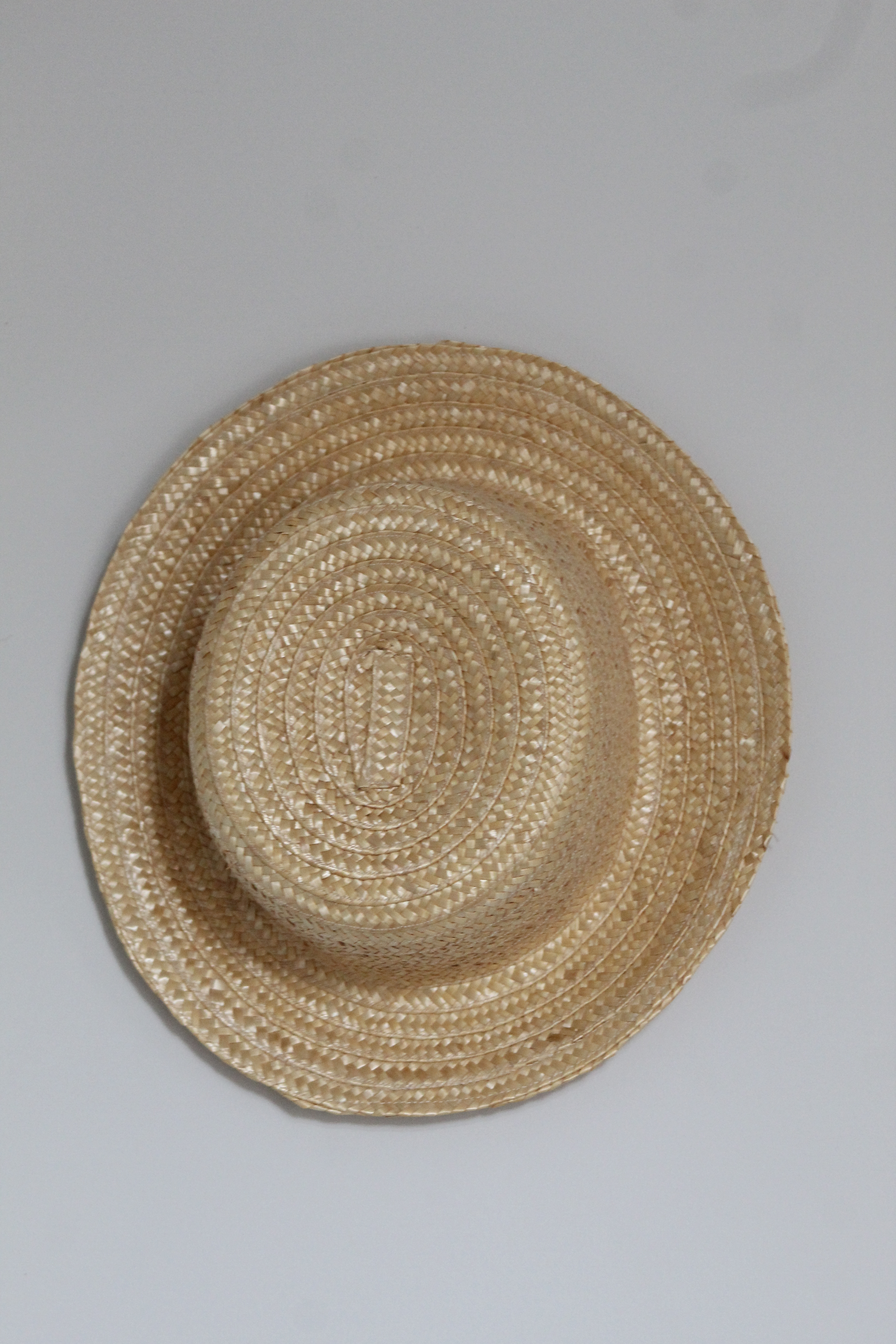
Chapéu de Palha Tonico - Artesanato em Palha de Centeio

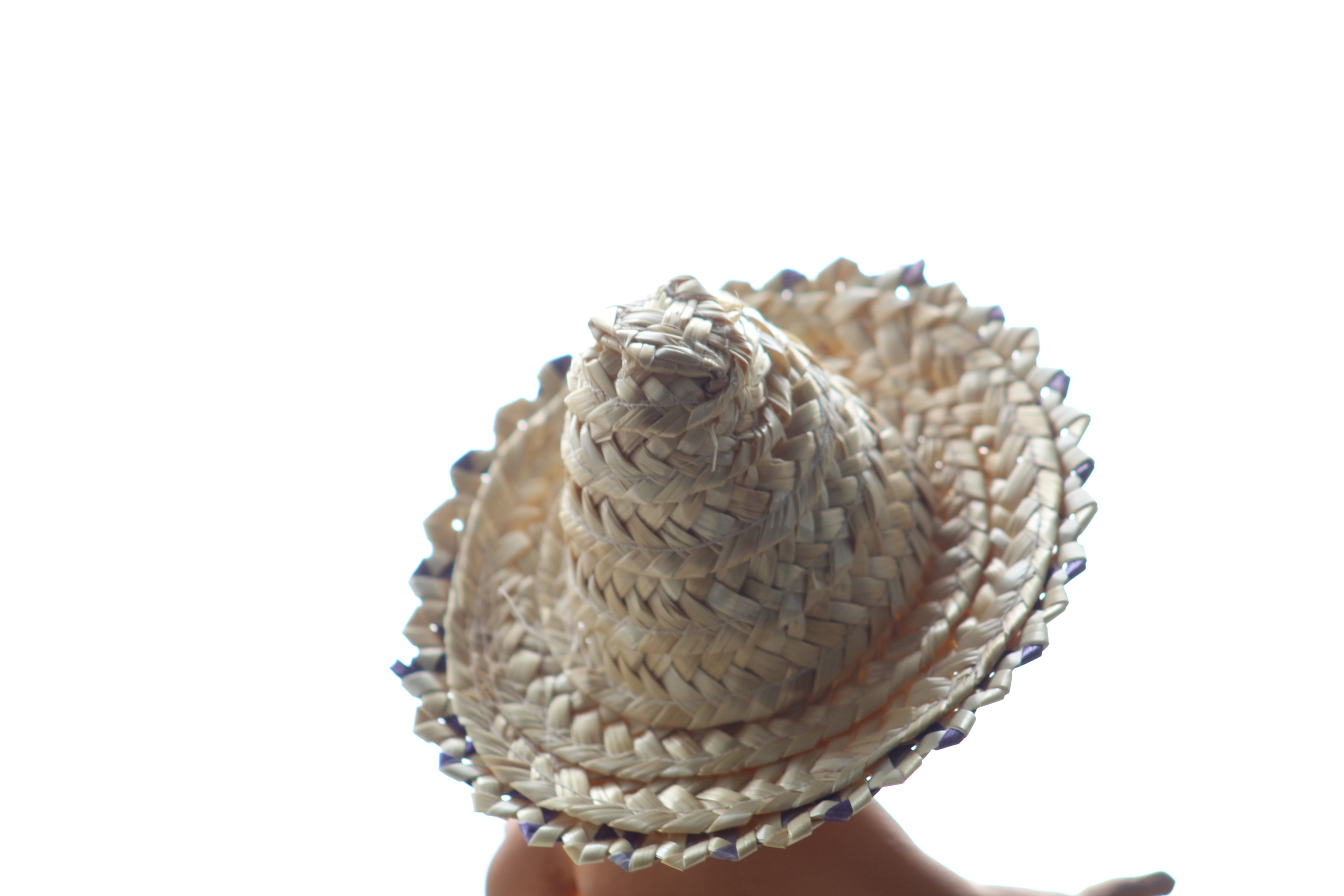
Miniatura de Chapéu Mexicano

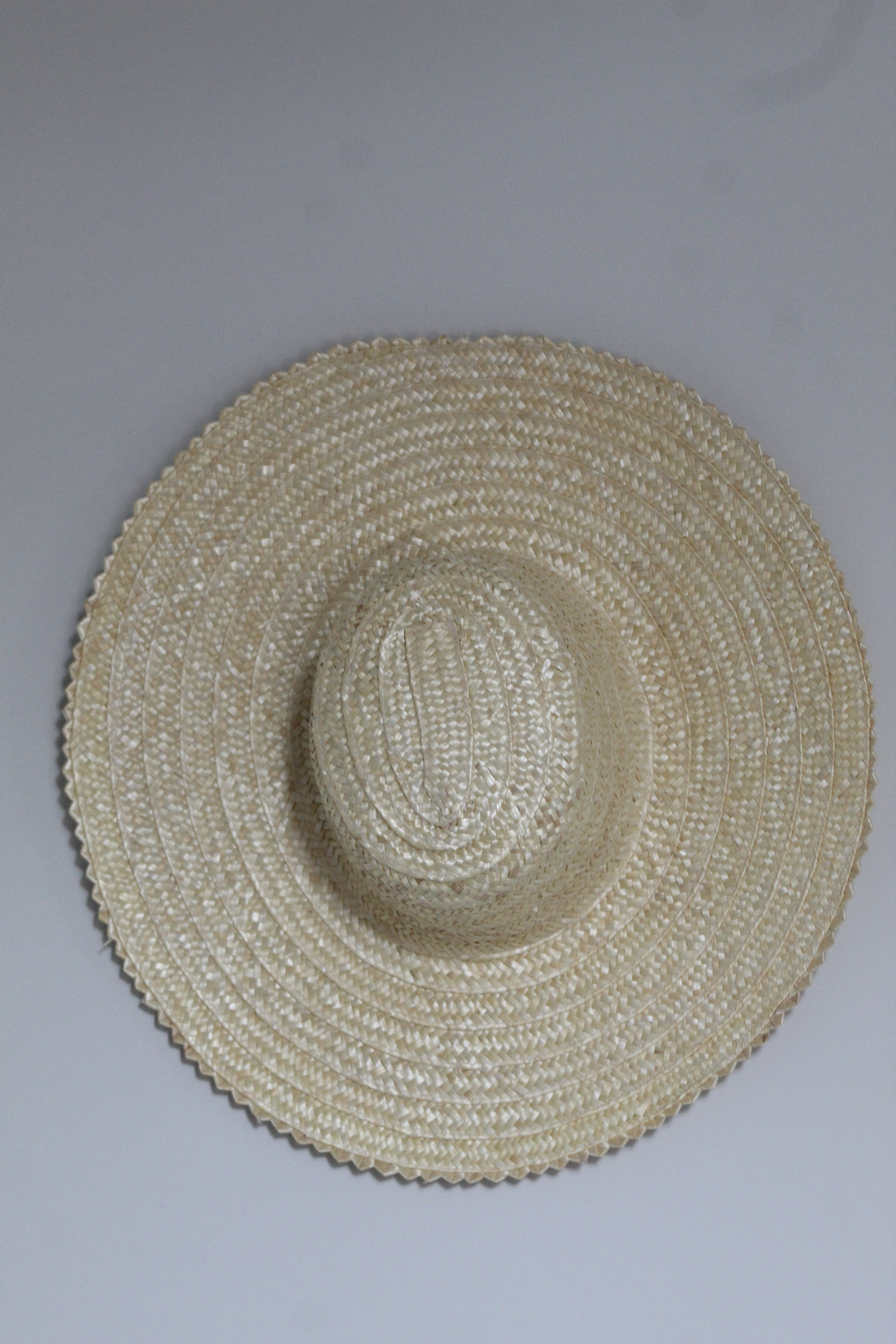
Artesanato - Chapéu Capeline com Repenique

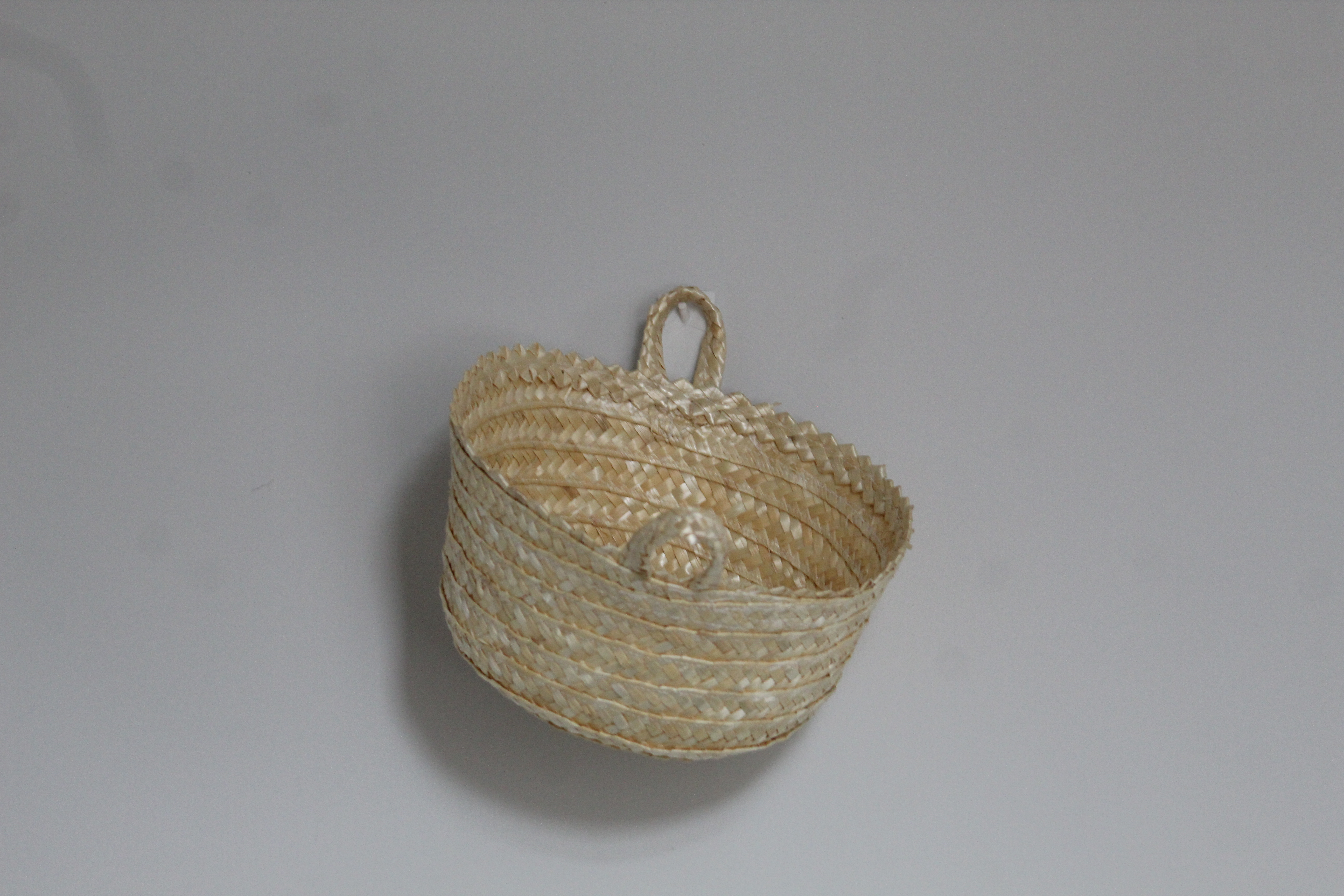
Cesto

Travassós é famosa pela indústria dos chapéus de palha. Tem um artesanato muito característico - a trança feita em palha que é obtida através da ferrã.

UNIDADES PRODUTIVAS ARTESANAIS (UPA´S)
COM PRODUÇÃO CERTIFICADA
- Dalila Santos Castro Antunes (https://www.facebook.com/artedouradafafe , https://www.instagram.com/arte_dourada_fafe/)
- Maria Rosalina Ramos
- Maria do Carmo Cardoso
- Maria da Conceição Barroso
- Maria Emília Ribeiro
- Maria de Fátima Mendes
- Maria de Lurdes Silva

mais informações em: https://www.acertifica.pt/produtos/entrancados-palha-fafe

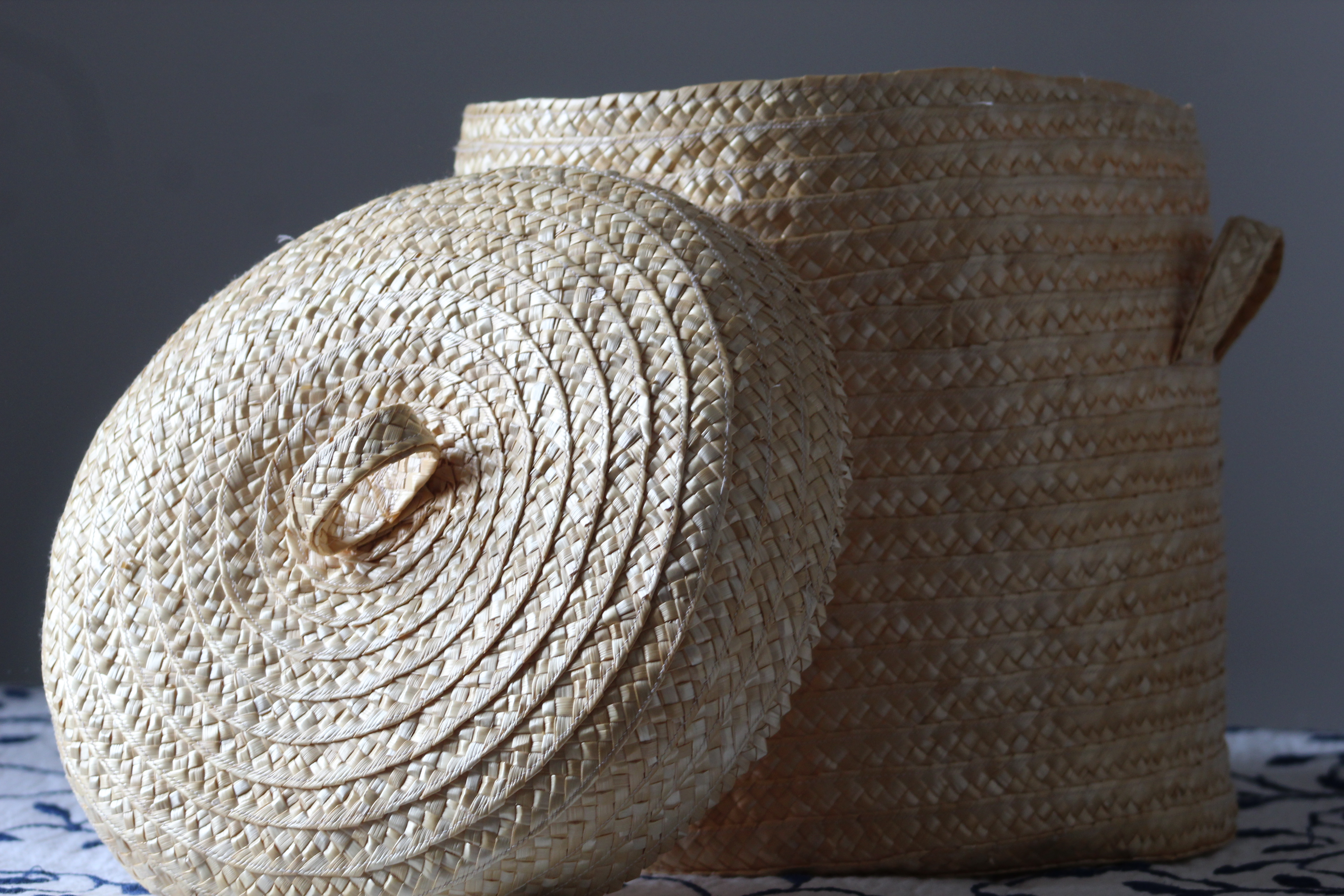
Cesto - Artesanato Baixo Minho

## Capela de Nossa Senhora das Graças

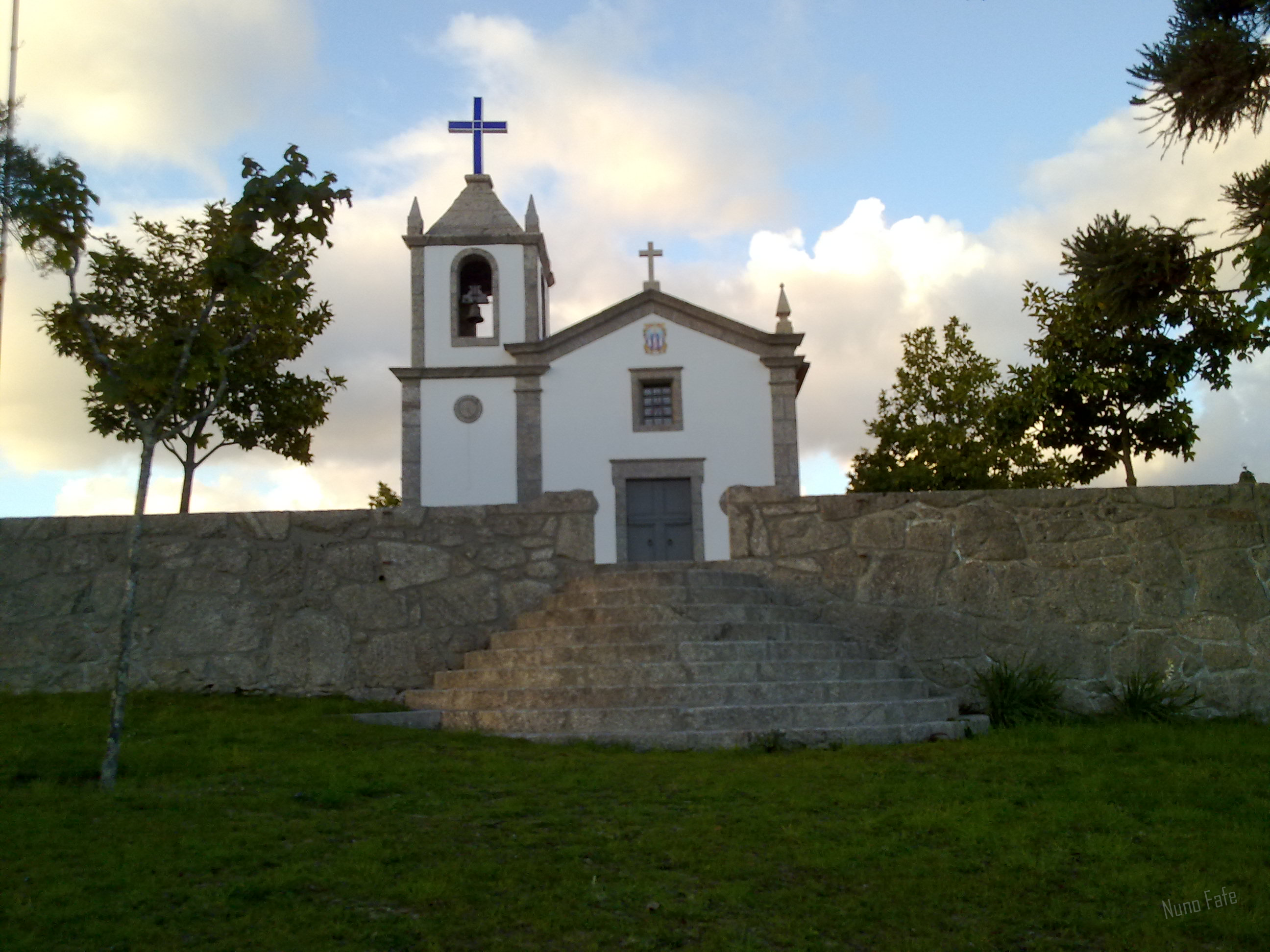
Capela de Nossa Senhora das Graças

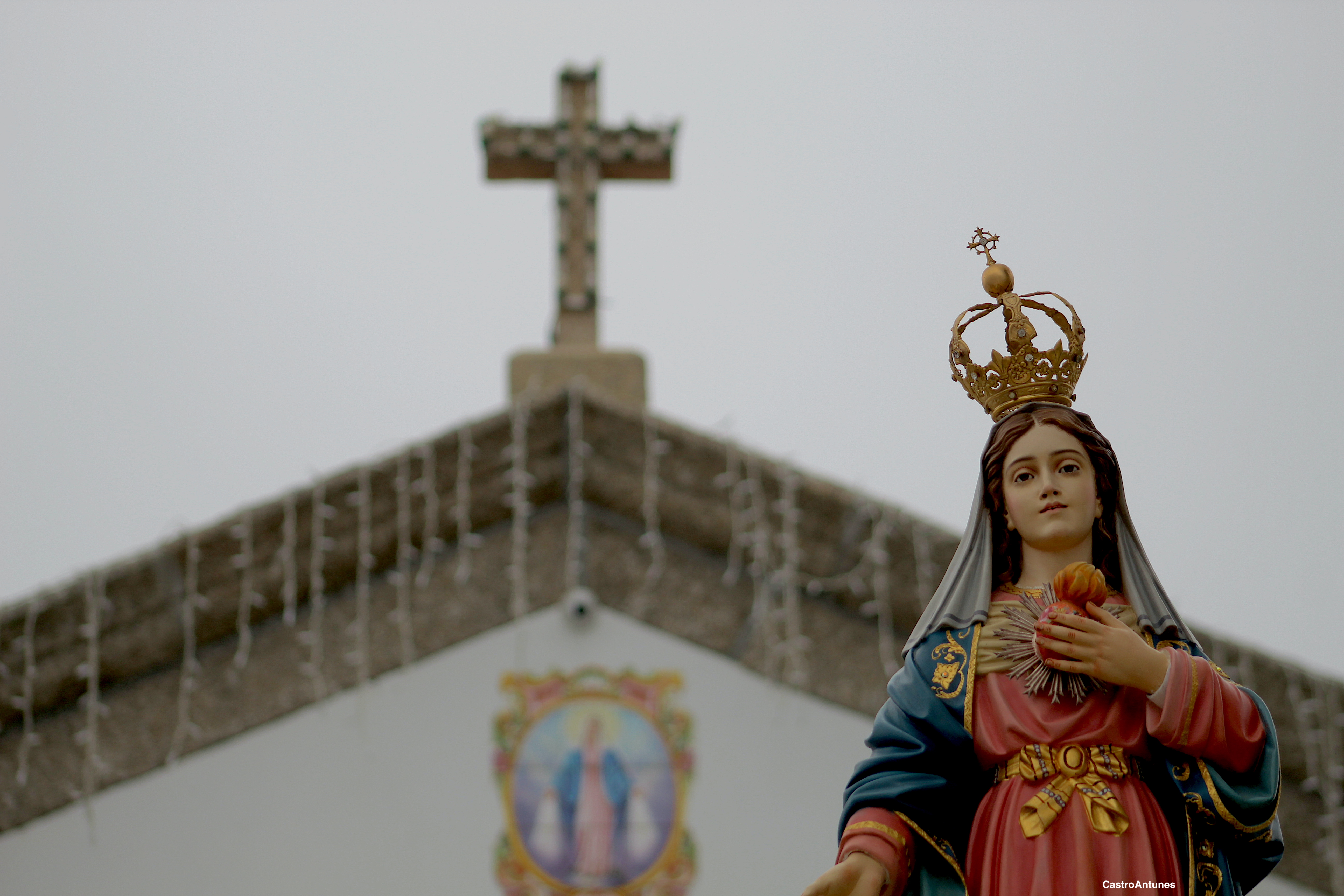
Nossa Senhora das Graças e Capela

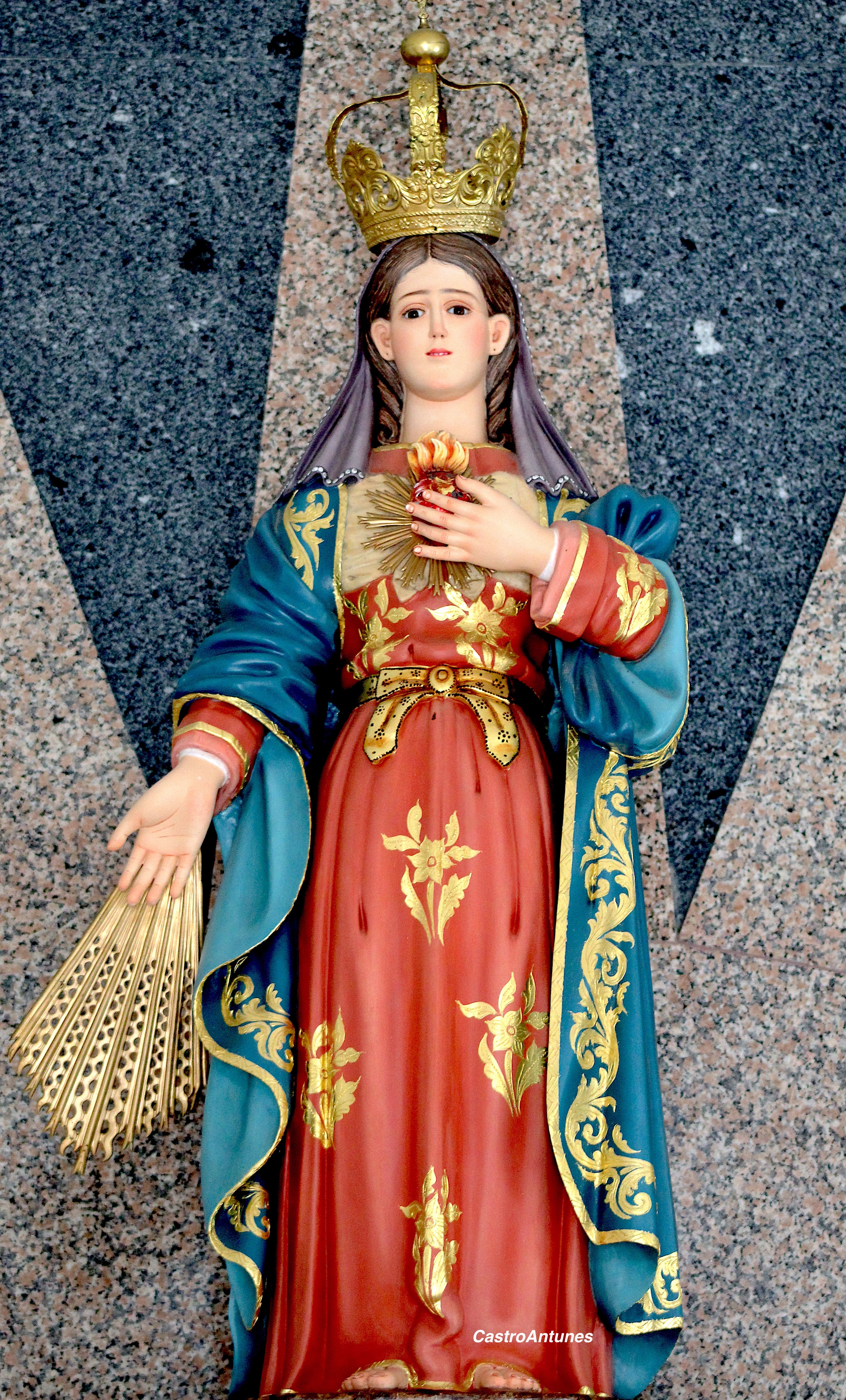
Nossa Senhora das Graças - Imaculado Coração de Maria

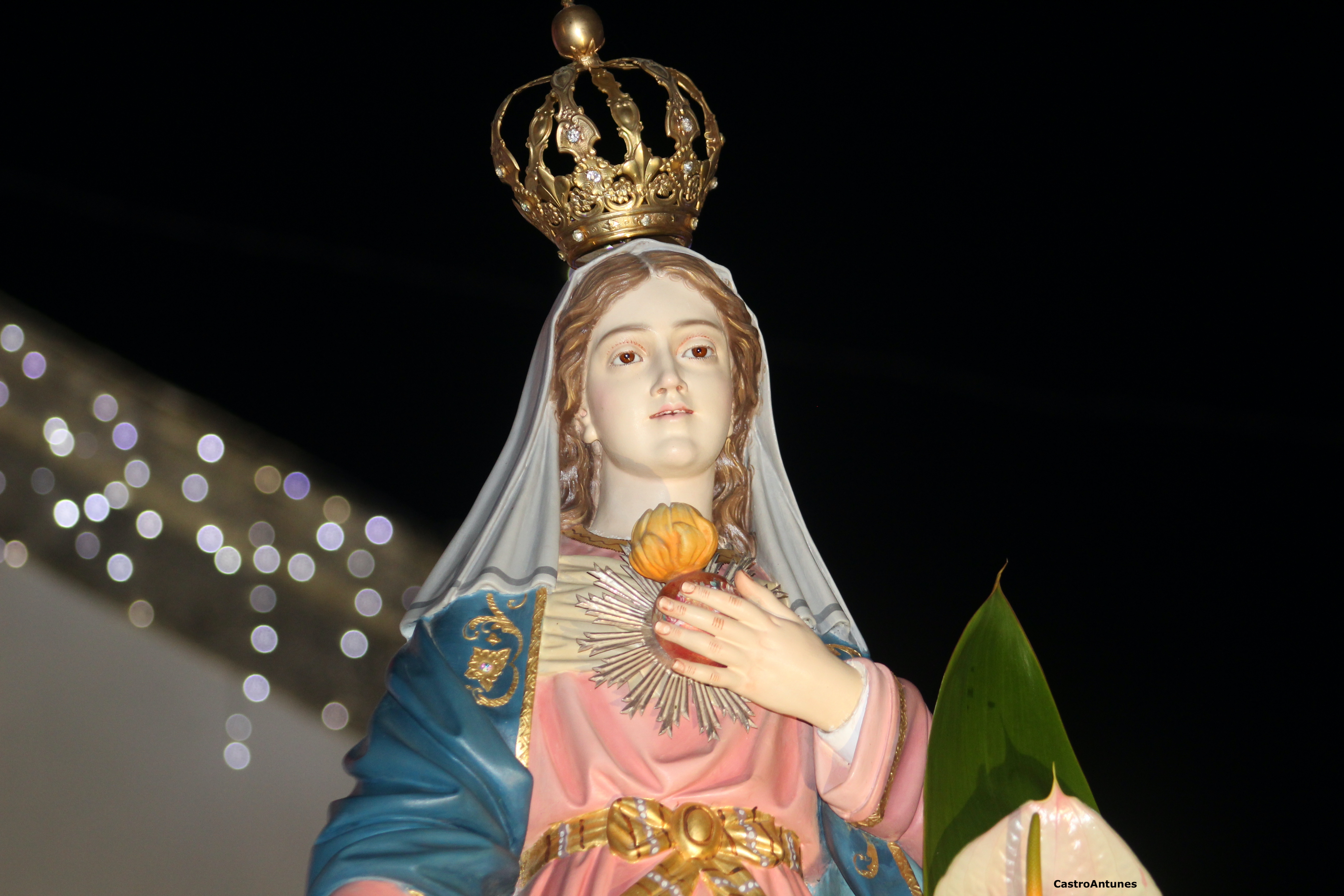
Imagem Senhora das Graças

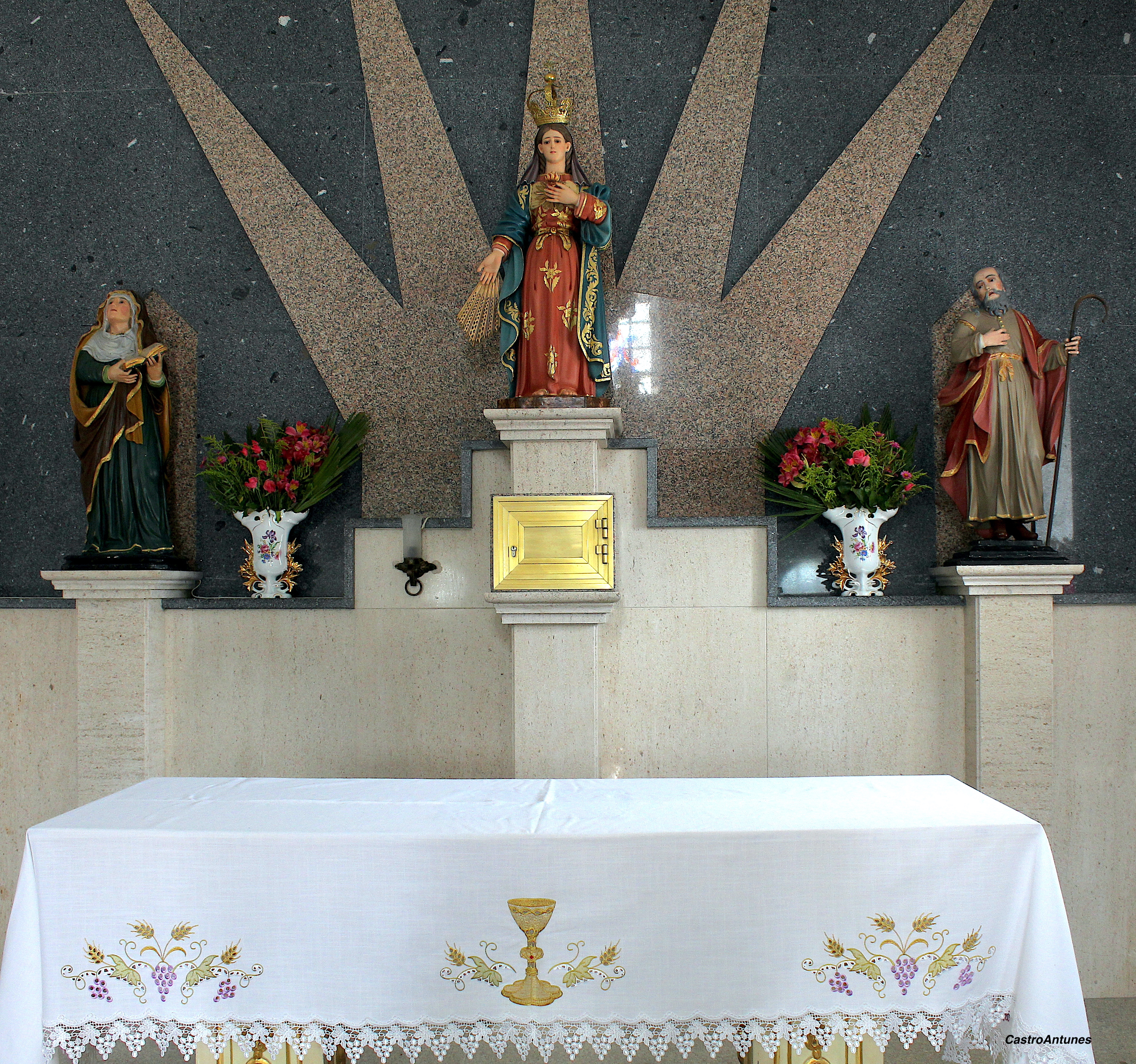
Altar - Capela Nossa Senhora das Graças

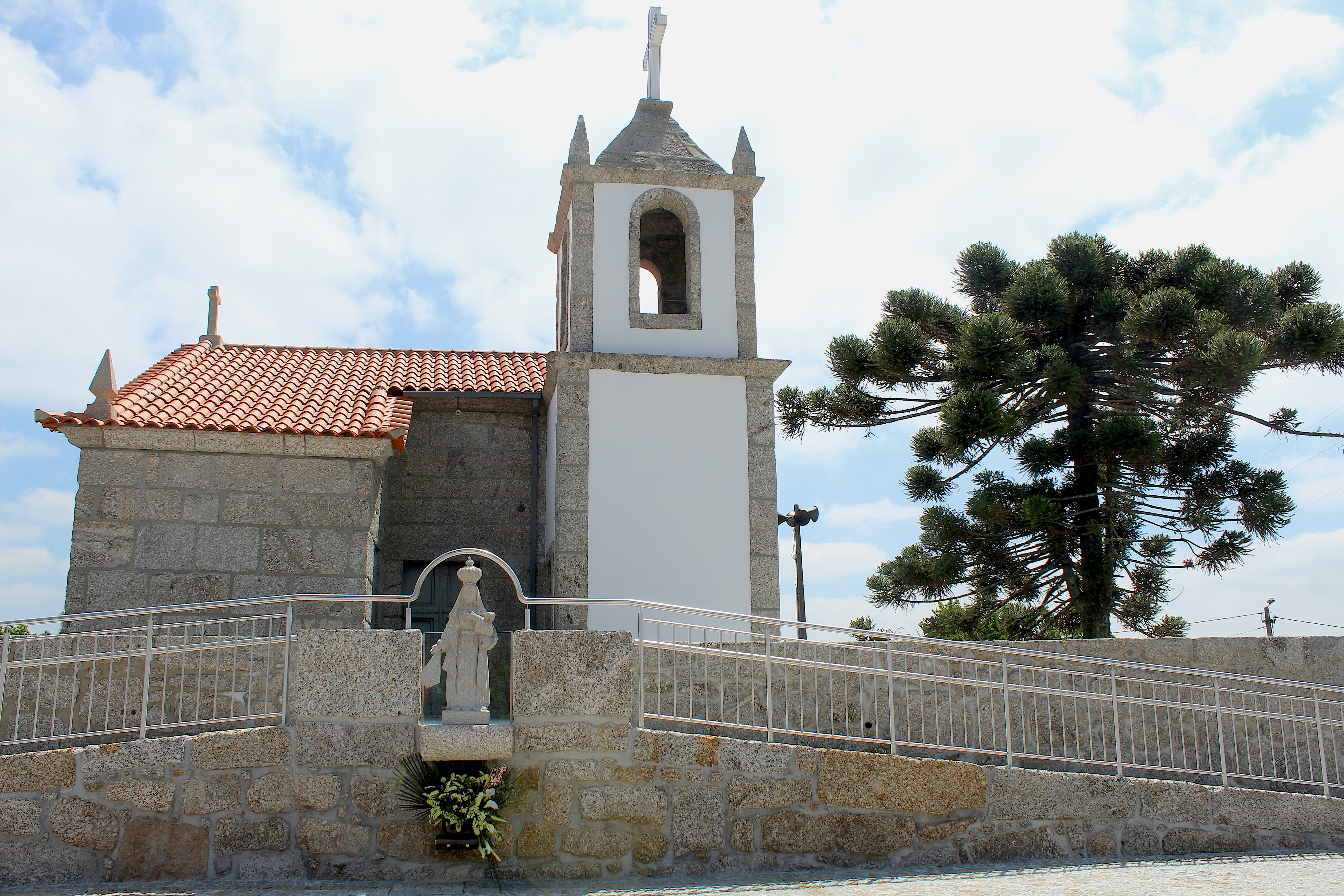
Escultura - Nossa Senhora das Graças

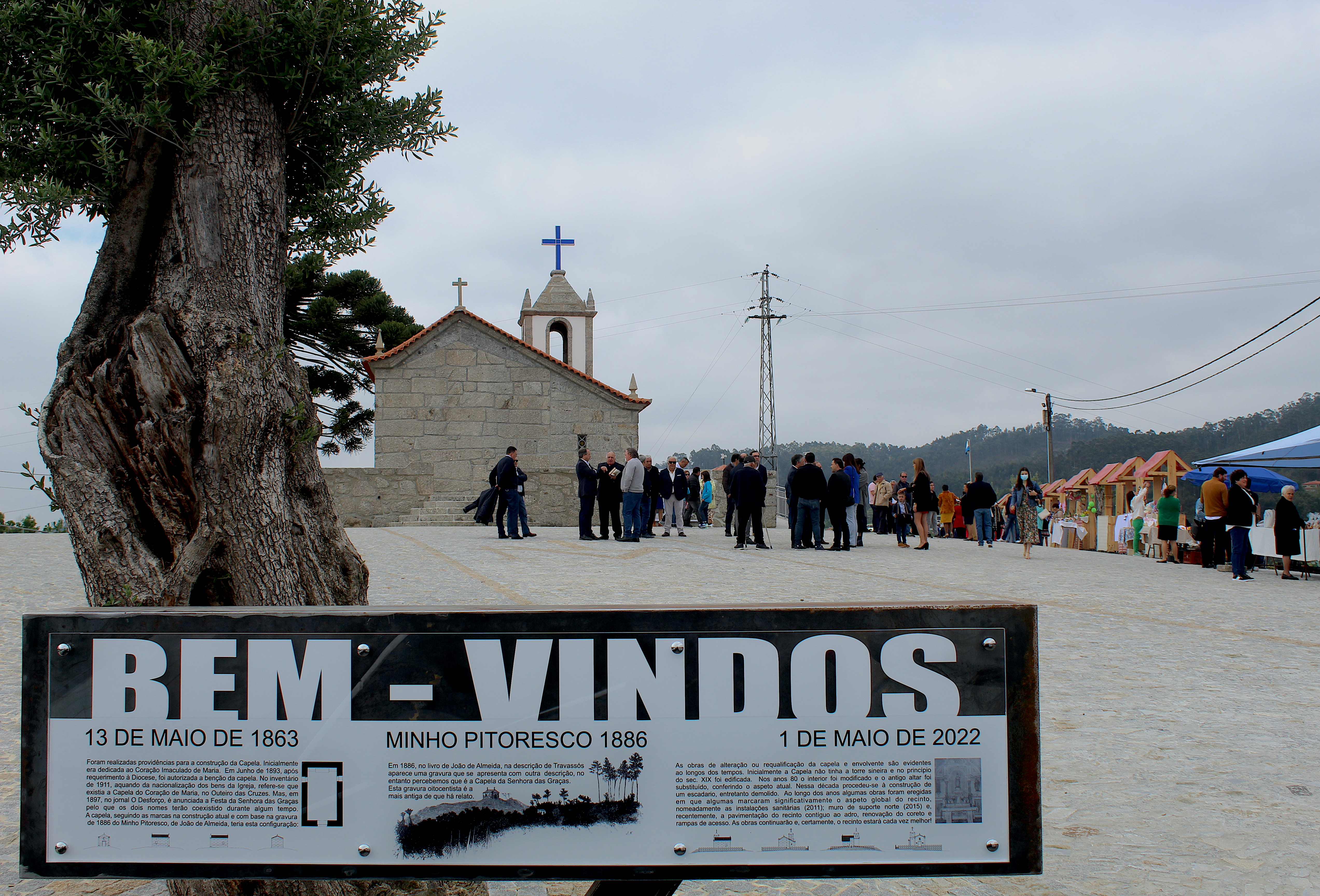
Recinto da Capela Nossa Senhora das Graças

Um dos maiores emblemas é a capela de Nossa Senhora das Graças, que começou a ser construída em 1860 e onde se realiza anualmente uma das maiores festas e romarias do concelho, no último Domingo de Agosto. Ponto elevado (miradouro) da freguesia que oferece uma boa perspectiva de visão de largo horizonte.                                                                                                                                                                                                                       
Pode obter mais informações e fotos no Facebook e no TripAdvisor

## Igreja Paroquial de S. Tomé

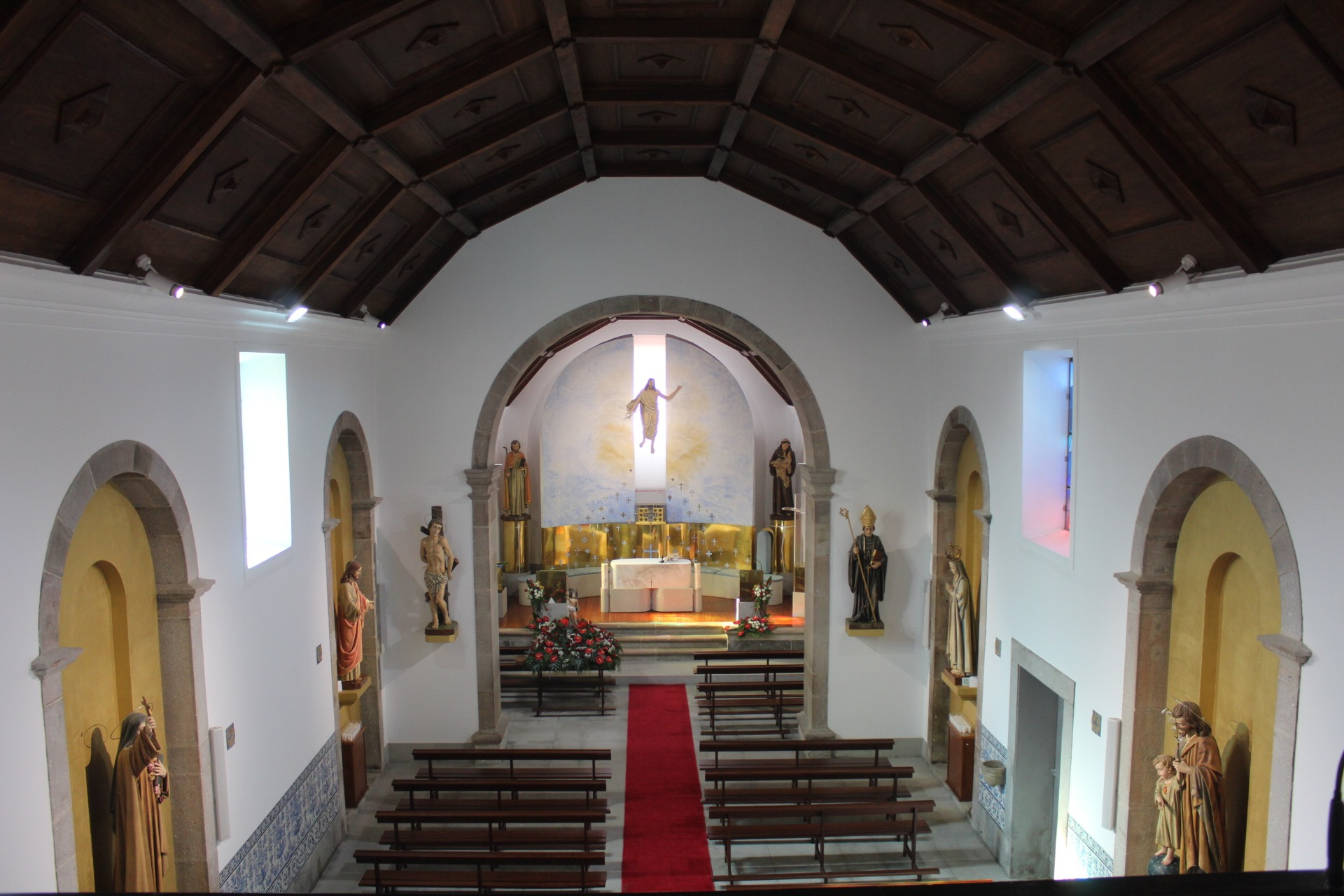
Interior da Igreja Paroquial de São Tomé de Travassós

A igreja foi danificada por um incêndio em julho de 1973, tendo sido reconstruída em 11 meses. É uma igreja moderna, em granito polido e mármore. A parede frontal da capela-mor é em mármore cinzento e acastanhado, num desenho que pensamos que seja alusivo ao despontar do Sol. Ao centro, Cristo Crucificado; aos pés da Cruz, está um altar em granito polido, de linhas muito modernas, com um sacrário moderno também. À direita, encontra-se S. Tomé – o padroeiro – de madeira (1.70). À esquerda, Santo António, igualmente em madeira (1.70). O altar «Versus populo» é também em granito polido. À direita deste altar, há uma antiga pia baptismal em granito lavrado. Junto desta pia batismal, encontra-se uma pedra arredondada, destinada à colocação de uma vela, que arde, como é costume, durante a cerimónia do batismo. Na parede lateral direita, acima da pia baptismal, há, em azulejos, uma representação do baptismo de Cristo, tendo a data de 1974. Um arco cruzeiro separa a Capela – Mor do corpo da Igreja. Junto ao arco cruzeiro, encostadas à parede, há duas colunas de granito polido com as seguintes imagens: À direita, o mártir S. Sebastião, em madeira (1,50) e à esquerda S. Bento, em madeira (1,50). No corpo da Igreja, há quatro altares, todos iguais. São formados por um arco em pedra que encosta à parede, ao qual se segue cimento rosa. As imagens assentam em mísulas de pedra. A pedra do altar está apoiada em duas colunas também em pedra. Estes altares têm as seguintes imagens: À direita, o Sagrado Coração de Jesus, em madeira (1,70) e santa Teresinha, em madeira (1,70). À esquerda, Nossa Senhora de Fátima, em madeira (1.50) e S. José com o Menino, também em madeira, medindo respetivamente, (1,77 e 1,00). Todas estas imagens são modernas. Datam da restauração da Igreja. O teto é em cachetone, de castanho. Toda a possui um lambrim em azulejo. Há cinco pias de água benta, antigas, em granito lavrado, duas à entrada da porta principal e uma à entrada de cada porta lateral. O coro é amplo, de cimento, tendo escadas de acesso, também em cimento, que partem do corpo da Igreja. A grade do coro é em madeira trabalhada. Nas paredes, há uma via-sacra, em madeira. A Igreja tem vitrais, modernos, com desenhos futuristas. No fundo da Igreja, à esquerda, na dependência onde antigamente estava a pia baptismal, aparecem as seguintes imagens, colocadas em mísulas de madeira:  O Menino Jesus, de madeira (0,43); Santa Luzia, em madeira (0,70): S. Tomé - uma bela e antiga imagem, que figurava na Igreja antes das obras de restauro, em madeira (0,75 m); S. Brás, de madeira (0.48) e Santo Amaro, de madeira (0.55). São imagens preciosas.
À entrada da porta principal (dentro do edifício católico, no lado direito), lê-se numa lápide, a seguinte inscrição: «No dia 11 de Agosto de 1974 - M.C.M. LXXIV – foi sagrada esta Igreja por Sua Excelência Reverendíssima, o Senhor D. Francisco Maria da Silva, sendo pároco o Reverendo Padre Albano Teixeira». Esta Igreja da freguesia de Travassós devia ter sido, em tempos recuados, uma pequena Igreja Românica, como é sobejamente provado por duas paredes da actual sacristia, em pura arquitectura românica.
Há, aqui, um lambrim de azulejo antigo e uma pia lavabo, cujo depósito é encimado por uma cruz com ornamentos, algo diferente das encontradas noutras igrejas.

Pode obter mais informações no Facebook.

## Casa do Povo
Fundada em 26 de Junho de 1936, pelo Professor Manuel Cardoso, Padre Albano Vieira Mendes Castro, João Nogueira Leite, Joaquim Lopes e Casimiro da Silva, todos já falecidos, não esquecendo todas as pessoas anónimas que trabalharam na construção deste edifício. Esta casa já funcionou como posto médico desde a sua fundação, com um posto de CTT integrado até fins de 1963. Funcionou como um infantário, lar de repouso,uma pequena biblioteca. Desde finais de Setembro de 2013 funciona como Junta de Freguesia.

## Escola Municipal Montenegro
Uma escola oferecida ao município de Fafe (freguesia de Travassós) por António Joaquim Vieira Montenegro, um benemérito natural de Travassós e que enriqueceu no Brasil.
Faleceu em 1874 e no seu testamento Montenegro diz: "Deixo sete contos de reis fortes para a Câmara Municipal de Fafe mandar fazer uma casa […], na freguesia de Travassós para servir para uma escola do sexo masculino, sendo dois contos de reis para a construção da casa e cinco contos para empregar em inscrições da dita Junta do Crédito Público[…] sendo estas inscrições inalienáveis, e o seu rendimento empregado exclusivamente para o ensino da mesma escola[…] para ser administrada pela Câmara."
No dia 8 de Junho de 1877 foi solenemente inaugurada a velha escola Montenegro.
Hoje, o edifício está num estado de abandono e carece de profunda reparação.  

## Associativismo
Ao nível associativo existem: 
- Agrupamento 818 - Corpo Nacional de Escutas - Fundado em 1983 (mais informações em https://www.facebook.com/scoutstravassos);
- Associação Cultural e Recreativa de Travassós - Fundada em 1987 (mais informações em https://www.facebook.com/profile.php?id=100012061547231);
- Associação de Guias de Portugal - 1.ª Companhia de Travassós - Fundada em 1983 (mais informações em https://www.facebook.com/guias.travassos);
- Grupo Desportivo de Travassós Fundado em 1975 (inativo);
- Rumo ao Futuro - Associação de Jovens de Travassós Fundada em 2000 (mais informações em https://www.facebook.com/profile.php?id=100071105096531);
- GAT - Associação Grupo Amigos de Travassós - Fundada em 14 de Setembro de 2017 (mais informações em https://www.facebook.com/profile.php?id=100057412751979);
- Associação Desportiva Travassós Trail Running - Travassós Running - Fundada em 31 de Outubro de 2018 (mais informações em https://www.facebook.com/travassosrunningfafe);
- JuveTrava Sport Clube - Fundada em 2022 (mais informações em http://www.facebook.com/JuveTrava);

## Lugares
Além da sede, a freguesia engloba os seguintes lugares: Alambique, Além do Rio, Assento, Atalaia (aparecem vestígios de um fortificação medieval), Barrinhas, Bamba, Bouças, Casinhas, Castanheira, Compostela, Costeira, Covêlo, Freita, Freixo, Gontinha, Lage, Lagiela ou Legieto, Lestido, Leiras (ou Seiras), Macieiro, Moinhos, Outeiro, Outeiro das Cruzes, Pena, Ponte, Quintãs, Requeixo, (Requeixo de Cima, Requeixo de Baixo), Ribeira, Ribeiro, Samorinha, Sá, Sanfins, Senra, Soutinho, Souto, Valados, Vale Escuro, Val Frades, Várzea, Vilar e Vizela (no rio Vizela, que hoje em dia está a funcionar como praia fluvial).